# Death Metal (Dismember)
Death Metal è il quarto album del gruppo musicale death metal svedese Dismember, pubblicato nel 1997 dalla Nuclear Blast.

## Tracce
Testi di Matti Kärki.
1. Of Fire – 3:41
2. Trendkiller – 2:11
3. Misanthropic – 2:59
4. Let the Napalm Rain – 3:27
5. Live for the Fear (Of Pain) – 2:36
6. Stillborn Ways – 4:15
7. Killing Compassion – 1:49
8. Bred for War – 4:19
9. When Hatred Killed the Light – 3:31
10. Ceremonial Comedy – 3:25
11. Silent Are the Watchers – 3:54
12. Mistweaver – 4:07

Durata totale: 40:14

## Formazione

### Gruppo
- Matti Kärki - voce
- David Blomqvist - chitarra
- Robert Sennebäck - chitarra
- Richard Cabeza - basso
- Fred Estby - batteria

### Altri musicisti
- Keren Bruce - viola in Mistweaver